# Herodianer
Als Herodianer bezeichnet man die Nachkommen von Herodes dem Großen (im weiteren Sinn die Nachkommen seines Vaters Antipatros), eine Dynastie, aus der im 1. vorchristlichen und 1. nachchristlichen Jahrhundert mehrere Herrscher in der Region Palästina hervorgingen.

## Nachkommen Herodes des Großen
Die Familienverhältnisse der herodianische Dynastie sind ausgesprochen kompliziert, vor allem durch die vielfachen Heiraten innerhalb der Familie. Die untenstehende Tabelle versucht, die Verwandtschaftsverhältnisse – soweit bekannt – wiederzugeben. Sie basiert auf der bei Richardson abgedruckten Tabelle, die um Querverweise und einzelne Angaben ergänzt wurde. Die Richardson-Tabelle beruht wiederum auf der bei Hanson abgedruckten (siehe Literaturangaben).
Dass hier derartig in die Einzelheiten der Familienverhältnisse gegangen wird, rechtfertigt sich durch den großen Einfluss dieser Familie auf die Verhältnisse im Palästina der Zeitenwende und durch die Auswirkungen, die diese Geschehnisse auf die Entstehung des Christentums und die Entwicklung des Judentums hatten.
Die Jahreszahlen ohne weitere Angabe verstehen sich als vor der Zeitrechnung, Jahreszahlen nach Christus werden durch AD gekennzeichnet. Die Jahreszahlen selbst beruhen auf begründeten Konjekturen Richardsons. Wo sie besonders unsicher sind, ist die Angabe durch ein Fragezeichen markiert.

### Ehen des Herodes
| Nr. | Name    | */†    | Vater      | Mutter | Ehe | Ehegatte     | */⚭/†        | Bemerkung                                      |
| --- | ------- | ------ | ---------- | ------ | --- | ------------ | ------------ | ---------------------------------------------- |
| 1   | Herodes | *73 †4 | Antipatros | Kypros | A   | Doris        | ⚭47          | Scheidung, nach 14 wieder am Hof               |
| 1   | Herodes | *73 †4 | Antipatros | Kypros | B   | Mariamne I.  | *54? ⚭37 †29 | Hasmonäerin, Enkelin von Johannes Hyrkanos II. |
| 1   | Herodes | *73 †4 | Antipatros | Kypros | C   | (Nichte)     | ⚭30?         |                                                |
| 1   | Herodes | *73 †4 | Antipatros | Kypros | D   | (Cousine)    | ⚭29?         |                                                |
| 1   | Herodes | *73 †4 | Antipatros | Kypros | E   | Malthake     | ⚭27 †4       | Samaritanerin                                  |
| 1   | Herodes | *73 †4 | Antipatros | Kypros | F   | Kleopatra    | ⚭25          |                                                |
| 1   | Herodes | *73 †4 | Antipatros | Kypros | G   | Mariamne II. | ⚭23          | Tochter von Simon ben Boethos, Ehe geschieden  |
| 1   | Herodes | *73 †4 | Antipatros | Kypros | H   | Pallas       | ⚭21          |                                                |
| 1   | Herodes | *73 †4 | Antipatros | Kypros | I   | Phaedra      | ⚭19          |                                                |
| 1   | Herodes | *73 †4 | Antipatros | Kypros | J   | Elpis        | ⚭17          |                                                |

### Kinder des Herodes
| Nr. | Name                                            | */†         | Vater       | Mutter         | Ehe | Ehegatte                | */⚭/†   | Bemerkung                                                              |
| --- | ----------------------------------------------- | ----------- | ----------- | -------------- | --- | ----------------------- | ------- | ---------------------------------------------------------------------- |
| 2   | Antipater                                       | *45? †4     | Herodes [1] | Doris [1A]     | A   | (Tochter des Antigonus) | ⚭14?    |                                                                        |
| 2   | Antipater                                       | *45? †4     | Herodes [1] | Doris [1A]     | B   | Mariamne [21]           | ⚭5?     | Nichte                                                                 |
| 3   | Alexander                                       | *36? †7     | Herodes [1] | Mariamne [1B]  | A   | Glaphyra                | ⚭17     | Tochter von Archelaos von Kappadokien                                  |
| 4   | Aristobulos                                     | *35? †7     | Herodes [1] | Mariamne [1B]  | A   | Berenike                | *36 ⚭17 | Tochter der Salome, Schwester des Herodes [1]                          |
| 5   | (Sohn)                                          | *33? †Rom   | Herodes [1] | Mariamne [1B]  |     |                         |         |                                                                        |
| 6   | Salampsio                                       | *33?        | Herodes [1] | Mariamne [1B]  | A   | Phasael                 | *44 ⚭7  | Cousin (Sohn des Phasael, eines Bruders von Herodes [1])               |
| 7   | Cypros                                          | *32?        | Herodes [1] | Mariamne [1B]  | A   | Antipatros              | *34? ⚭7 | Cousin (Sohn der Schwester des Herodes [1])                            |
| 8   | Herodes Boethos (eigentl. Herodes Philippos I.) | *22?        | Herodes [1] | Mariamne [1G]  | A   | Herodias [20]           |         | Nichte                                                                 |
| 9   | Archelaos                                       | *23?        | Herodes [1] | Malthake [1E]  | A   | Mariamne [21]           |         |                                                                        |
| 9   | Archelaos                                       | *23?        | Herodes [1] | Malthake [1E]  | B   | Glaphyra [3A]           |         | geschiedene Frau des Alexander [3]                                     |
| 10  | Herodes Antipas                                 | *21?        | Herodes [1] | Malthake [1E]  | A   | (Tochter Aretas’ IV.)   |         |                                                                        |
| 10  | Herodes Antipas                                 | *21?        | Herodes [1] | Malthake [1E]  | B   | Herodias [20]           |         | geschiedene Frau [8A] des Herodes Boethos [8]                          |
| 11  | Olympias                                        | *19?        | Herodes [1] | Malthake [1E]  | A   | Joseph                  | *45?    | Cousin (Sohn des Bruders des Herodes [1])                              |
| 12  | Herodes Philippos (II.)                         | *20? †34 AD | Herodes [1] | Kleopatra [1F] | A   | Salome [41]             |         | Nichte                                                                 |
| 13  | Herodes                                         | *18 †ca. 4  | Herodes [1] | Kleopatra [1F] | ?   | ?                       | ?       | ?                                                                      |
| 14  | Phasael                                         | *19? †ca. 4 | Herodes [1] | Pallas [1H]    | ?   | ?                       | ?       | ?                                                                      |
| 15  | Roxana                                          | *18?        | Herodes [1] | Phaedra [1I]   | A   | (Sohn des Pheroras)     | *30? ⚭4 | Cousin (Pheroras war Bruder des Herodes [1]); Verlobung durch Augustus |
| 16  | Salome                                          | *17?        | Herodes [1] | Elpis [1J]     | A   | (Sohn des Pheroras)     | *30? ⚭4 | Cousin (Pheroras war Bruder des Herodes [1]); Verlobung durch Augustus |

### Enkel des Herodes
| Nr. | Name                | */†         | Vater           | Mutter                     | Ehe              | Ehegatte                     | */⚭/†            | Bemerkung                                                 |
| --- | ------------------- | ----------- | --------------- | -------------------------- | ---------------- | ---------------------------- | ---------------- | --------------------------------------------------------- |
| 17  | Herodes von Chalkis | *15 †48 AD  | Aristobulos [4] | Berenike [4A]              | A                | Mariamne [28]                | *1?              | Cousine                                                   |
| 17  | Herodes von Chalkis | *15 †48 AD  | Aristobulos [4] | Berenike [4A]              | B                | Berenike [35]                |                  | Nichte                                                    |
| 17  | Herodes von Chalkis | *15 †48 AD  | Aristobulos [4] | Berenike [4A]              | C                | (Tochter von Antipater [32]) |                  | Nichte                                                    |
| 18  | Herodes Agrippa I.  | *13? †44 AD | Aristobulos [4] | Berenike [4A]              | A                | Kypros [26]                  |                  | Cousine                                                   |
| 19  | Aristobulos         | *10?        | Aristobulos [4] | Berenike [4A]              | A                | Jotape                       |                  | Tochter von Sampsigeramos II., Fürst von Emesa            |
| 20  | Herodias            | *8?         | Aristobulos [4] | Berenike [4A]              | A                | Herodes Boethos [8]          | *22?             | Onkel, geschieden                                         |
| 20  | Herodias            | *8?         | Aristobulos [4] | Berenike [4A]              | B                | Herodes Antipas [10]         | *21?             | Onkel                                                     |
| 21  | Mariamne            | *16?        | Aristobulos [4] | Berenike [4A]              | A                | Antipatros [2]               |                  | Onkel (möglicherweise nur Verlobung)                      |
| 22  | Antipatros          | *15?        | Phasael [6A]    | Salampsio [6]              | ?                | ?                            | ?                | ?                                                         |
| 23  | Herodes             | *13?        | Phasael [6A]    | Salampsio [6]              | ?                | ?                            | ?                | ?                                                         |
| 24  | Alexander           | *11?        | Phasael [6A]    | Salampsio [6]              | ?                | ?                            | ?                | ?                                                         |
| 25  | Alexandra           | *9?         | Phasael [6A]    | Salampsio [6]              | A                | Timius von Zypern            |                  | keine Nachkommen                                          |
| 26  | Kypros              | *7?         | Phasael [6A]    | Salampsio [6]              | A                | Herodes Agrippa I. [18]      | *13 †44 AD       | Cousin                                                    |
| 27  | Kypros              | *12?        | Antipatros [7A] | Kypros [7]                 | A                | Alexas Selcias               |                  | Sohn des Gatten der Salome, der Schwester des Herodes [1] |
| 28  | Mariamne            | *1?         | Joseph [11A]    | Olympias [11]              | A                | Herodes von Chalkis [17]     |                  | Enkel des Herodes [1], des Großvaters mütterlicherseits   |
| 29  | Alexander           | *12?        | Alexander [3]   | Glaphyra [3A]              | ?                | ?                            | ?                | ?                                                         |
| 30  | Tigranes Dhikran    | *11? †36 AD | Alexander [3]   | Glaphyra [3A]              | keine Nachkommen | keine Nachkommen             | keine Nachkommen | keine Nachkommen                                          |
| 31  | (Sohn)              | *13?        | Antipatros [2]  | Tochter des Antigonos [2A] | A                | Tochter des Pheroras         | *13?             | Pheroras war ein Bruder des Herodes [1]                   |
| 32  | (Tochter)           | *12?        | Antipatros [2]  | ?                          | A                | Herodes von Chalkis [17]     | *15? †48         | Cousin                                                    |

### Urenkel des Herodes
| Nr. | Name                                                     | */†           | Vater                    | Mutter        | Ehe              | Ehegatte                | */⚭/†             | Bemerkung                     |
| --- | -------------------------------------------------------- | ------------- | ------------------------ | ------------- | ---------------- | ----------------------- | ----------------- | ----------------------------- |
| 33  | Marcus Julius Agrippa (auch Herodes Agrippa II. genannt) | *27 AD †93 AD | Herodes Agrippa I. [18]  | Kypros [26]   | keine Nachkommen | keine Nachkommen        | keine Nachkommen  | keine Nachkommen              |
| 34  | Drusus                                                   | *23 AD        | Herodes Agrippa I. [18]  | Kypros [26]   | keine Nachkommen | keine Nachkommen        | keine Nachkommen  | keine Nachkommen              |
| 35  | Berenike                                                 | *28 AD        | Herodes Agrippa I. [18]  | Kypros [26]   | A                | Marcus Iulius Alexander |                   |                               |
| 35  | Berenike                                                 | *28 AD        | Herodes Agrippa I. [18]  | Kypros [26]   | B                | Herodes von Chalkis     | *15 †48 AD        | Onkel                         |
| 35  | Berenike                                                 | *28 AD        | Herodes Agrippa I. [18]  | Kypros [26]   | C                | Polemon                 |                   | König von Kilikien            |
| 35  | Berenike                                                 | *28 AD        | Herodes Agrippa I. [18]  | Kypros [26]   | D                | Titus                   | *39 AD †81 AD     | Geliebter, Sohn des Vespasian |
| 36  | Mariamne                                                 | *34 AD        | Herodes Agrippa I. [18]  | Kypros [26]   | A                | Archelaos               |                   | geschieden                    |
| 36  | Mariamne                                                 | *34 AD        | Herodes Agrippa I. [18]  | Kypros [26]   | B                | Demetrius               |                   |                               |
| 37  | Drusilla                                                 | *38 AD        | Herodes Agrippa I. [18]  | Kypros [26]   | A                | Azizos                  |                   | Fürst von Emesa               |
| 37  | Drusilla                                                 | *38 AD        | Herodes Agrippa I. [18]  | Kypros [26]   | B                | Marcus Antonius Felix   |                   | römischer Prokurator          |
| 38  | Aristobulos                                              | ?             | Herodes von Chalkis [17] | Mariamne [28] | A                | Salome [41]             |                   | Cousine                       |
| 39  | Bernikianus                                              | ?             | Herodes von Chalkis [17] | Berenike [35] | ?                | ?                       | ?                 | ?                             |
| 40  | Hyrkanus                                                 | ?             | Herodes von Chalkis [17] | Berenike [35] | ?                | ?                       | ?                 | ?                             |
| 41  | Salome                                                   | *14?          | Herodes Boethos [8]      | Herodias [20] | A                | Herodes Philippos [12]  | *20 ⚭30 AD †34 AD | Onkel                         |
| 41  | Salome                                                   | *14?          | Herodes Boethos [8]      | Herodias [20] | B                | Aristobulos [38]        |                   | Cousin zweiten Grades         |
| 42  | Jotape                                                   | ?             | Aristobulos [19]         | Jotape [19A]  | keine Nachkommen | keine Nachkommen        | keine Nachkommen  | keine Nachkommen              |
| 43  | Tigranes Dhikran                                         | ?             | Alexander [29]           | ?             | ?                | ?                       | ?                 | ?                             |
| 44  | Kypros                                                   | ?             | Alexis Helcias           | Kypros [27]   | ?                | ?                       | ?                 | ?                             |

### Ururenkel des Herodes
| Nr. | Name                   | */†    | Vater                       | Mutter        | Ehe                                      | Ehegatte                                 | */⚭/†                                    | Bemerkung                                |
| --- | ---------------------- | ------ | --------------------------- | ------------- | ---------------------------------------- | ---------------------------------------- | ---------------------------------------- | ---------------------------------------- |
| 45  | Herodes                | ?      | Aristobulos [38]            | Salome [41]   | ?                                        | ?                                        | ?                                        | ?                                        |
| 46  | Agrippa                | ?      | Aristobulos [38]            | Salome [41]   | ?                                        | ?                                        | ?                                        | ?                                        |
| 47  | Aristobulos            | ?      | Aristobulos [38]            | Salome [41]   | ?                                        | ?                                        | ?                                        | ?                                        |
| 48  | Berenike               | ?      | Archelaos [36A]             | Mariamne [36] | ?                                        | ?                                        | ?                                        | ?                                        |
| 49  | Agrippinus             | ?      | Demetrius [36B]             | Mariamne [36] | ?                                        | ?                                        | ?                                        | ?                                        |
| 50  | Agrippa                | †79 AD | Marcus Antonius Felix [37B] | Drusilla [37] | starb in Pompeji beim Ausbruch des Vesuv | starb in Pompeji beim Ausbruch des Vesuv | starb in Pompeji beim Ausbruch des Vesuv | starb in Pompeji beim Ausbruch des Vesuv |
| 51  | Gaius Julius Alexander | ?      | Tigranes [43]               | ?             | A                                        | Jotape                                   |                                          |                                          |

### Urururenkel des Herodes
| Nr. | Name                                | */† | Vater                       | Mutter       | Ehe | Ehegatte | */⚭/† | Bemerkung |
| --- | ----------------------------------- | --- | --------------------------- | ------------ | --- | -------- | ----- | --------- |
| 52  | Gaius Julius Agrippa                | ?   | Gaius Julius Alexander [51] | Jotape [51A] | ?   | ?        | ?     | ?         |
| 53  | Gaius Julius Alexander Berenicianus | ?   | Gaius Julius Alexander [51] | Jotape [51A] | ?   | ?        | ?     | ?         |

1. 1 2 3 4  Hingerichtet auf Befehl von Herodes [1].

## Herodianische Partei
Als Herodianer werden auch die Anhänger des herodianischen Hauses als politische Partei bezeichnet. Sie erscheinen mehrfach im Neuen Testament (Mk 3,6; 8,15; 12,13 Mt 22,16) als Gegner Jesu und scheinen den Pharisäern nahezustehen.